# Liste der Kulturdenkmale in Kayna
Die Liste der Kulturdenkmale in Kayna enthält die Kulturdenkmale des Landesamtes für Denkmalpflege und Archäologie in Sachsen-Anhalt  im Zeitzer Ortsteil Kayna und ist eine Teilliste der Liste der Kulturdenkmale in Zeitz. Grundlage ist das Denkmalverzeichnis des Landes Sachsen-Anhalt, das auf Basis des Denkmalschutzgesetzes des Landes Sachsen-Anhalt, welches am 21. Oktober 1991 durch das Landesamt erstellt und seither laufend ergänzt wurde (Stand: 31. Dezember 2024).

## Kayna
| Lage                                                    | Bezeichnung             | Beschreibung | Erfassungs- nummer | Ausweisungsart | Bild |
| ------------------------------------------------------- | ----------------------- | --- | ------------------ | -------------- | --- |
| Bahnhofstraße; nördlicher Ortsrand (Karte)              | Friedhof                | | 094 85122          | Baudenkmal     | [[Vorlage:Bilderwunsch/code!/C:50.995266,12.233522!/D:Bahnhofstraße; nördlicher Ortsrand,!/\|BW]]             |
| Bahnhofstraße, östlich von Nr. 6, 7 (Karte)             | Gedenkstätte            | Siegessäule für den Deutsch-Französischen Krieg und Gefallenendenkmal für die Opfer des I. und II. Weltkrieges, vier Pilaster mit Gebälk und in 3 Feldern angebrachten Tafeln mit Inschriften der Gefallenen. Tafeln wurden mehrfach verändert, zuletzt 1998 mit den Opfer des Stalinismus ergänzt. | 094 86702          | Baudenkmal     | Gedenkstätte                                                                                                  |
| L196                                                    | Kriegerdenkmal          | an der Straße zwischen Geußnitz und Kayna, nordöstlich der Ortslage | 094 85565          | Baudenkmal     | |
| Bahnhofstraße 6, 7, Barbarossastraße 2, 4, 5, 6 (Karte) | Rittergut Kayna         | Häusergruppe 2023 wurde das bis dahin als Denkmalbereich geführte Rittergut als Baudenkmal ausgewiesen. | 094 85137          | Baudenkmal     | [[Vorlage:Bilderwunsch/code!/C:50.993996,12.23665!/D:Bahnhofstraße 6, 7, Barbarossastraße 2, 4, 5, 6,!/\|BW]] |
| Bahnhofstraße 19, 20, 22 (Karte)                        | Häusergruppe            | | 094 85127          | Denkmalbereich | BW |
| Bahnhofstraße 4 (Karte)                                 | Wohnhaus                | | 094 85133          | Baudenkmal     | BW |
| Bahnhofstraße 9 (Karte)                                 | Wohnhaus                | | 094 85132          | Baudenkmal     | BW |
| Bahnhofstraße 10 (Karte)                                | Bauernhof               | | 094 85131          | Baudenkmal     | BW |
| Bahnhofstraße 23 (Karte)                                | Wohnhaus                | | 094 85126          | Baudenkmal     | BW |
| Bahnhofstraße 25 (Karte)                                | Wirtschaftsgebäude      | | 094 85125          | Baudenkmal     | BW |
| Bahnhofstraße 26 (Karte)                                | Wohnhaus                | | 094 85124          | Baudenkmal     | BW |
| Dorfstraße 1 (Karte)                                    | Bauernhof               | | 094 85121          | Baudenkmal     | BW |
| Dorfstraße 2 (Karte)                                    | Wohnhaus                | | 094 85118          | Baudenkmal     | BW |
| Dorfstraße 3 (Karte)                                    | Bauernhof               | | 094 85117          | Baudenkmal     | BW |
| Dorfstraße 3 (Karte)                                    | Mühle                   | | 094 85198          | Baudenkmal     | BW |
| Dorfstraße 4 (Karte)                                    | Mühle                   | | 094 85116          | Baudenkmal     | BW |
| Dorfstraße 4 (Karte)                                    | Wohnhaus                | | 094 85199          | Baudenkmal     | BW |
| Dorfstraße 5 (Karte)                                    | Bauernhof               | | 094 85119          | Baudenkmal     | BW |
| Dorfstraße 6 (Karte)                                    | Toranlage               | | 094 85120          | Baudenkmal     | BW |
| Dorfstraße 13 (Karte)                                   | Wirtschaftsgebäude      | | 094 85201          | Baudenkmal     | BW |
| Dorfstraße 14 (Karte)                                   | Saalbau                 | | 094 85202          | Baudenkmal     | BW |
| Dorfstraße 15a (Karte)                                  | Wohnhaus                | | 094 85203          | Baudenkmal     | BW |
| Dorfstraße 16 (Karte)                                   | Toranlage               | | 094 85204          | Baudenkmal     | BW |
| Dorfstraße 27 (Karte)                                   | Wohnhaus                | | 094 85987          | Baudenkmal     | BW |
| Dorfstraße 30 (Karte)                                   | Wohnhaus                | | 094 85988          | Baudenkmal     | BW |
| Dorfstraße 32 (Karte)                                   | Wohnhaus                | | 094 85990          | Baudenkmal     | BW |
| Dorfstraße 35 (Karte)                                   | Bauernhof               | | 094 85991          | Baudenkmal     | BW |
| Dorfstraße, gegenüber Nr. 35 (Karte)                    | .                       | | 094 85992          | Baudenkmal     | [[Vorlage:Bilderwunsch/code!/C:50.976513,12.221513!/D:Dorfstraße, gegenüber Nr. 35,!/\|BW]]                   |
| Dorfstraße 36 (Karte)                                   | Bauernhof               | | 094 85993          | Baudenkmal     | BW |
| Dorfstraße 40 (Karte)                                   | Bauernhof               | | 094 85994          | Baudenkmal     | BW |
| Dorfstraße 42 (Karte)                                   | Wohnhaus                | | 094 85995          | Baudenkmal     | BW |
| Dorfstraße 43 (Karte)                                   | Bauernhof               | | 094 85996          | Baudenkmal     | BW |
| Jägerstraße 2 (Karte)                                   | Wohnhaus                | | 094 85178          | Baudenkmal     | BW |
| Kirchplatz (Karte)                                      | Feuerwache              | alte Feuerwache von Kayna, heute Feuerwehrmuseum | 094 85143          | Baudenkmal     | Weitere Bilder                                                                                                |
| Kirchplatz 1 (Karte)                                    | Mühlenhof               | | 094 85142          | Baudenkmal     | BW |
| Kirchplatz 2 (Karte)                                    | Schule                  | | 094 85135          | Baudenkmal     | Schule |
| Kirchplatz 2 (Karte)                                    | Wohnhaus                | Dorfmuseum „Alte Schule“ mit „Lapidarium“ im „Barbarossa-Keller“ | 094 85139          | Baudenkmal     | BW |
| Kirchplatz 7 (Karte)                                    | Kirche                  | Saalkirche mit Westturm und Fünfachtelschluss im Osten, mit spätgotischen Schnitzeraltar aus dem 16. Jahrhundert (siehe ) | 094 85138          | Baudenkmal     | Weitere Bilder                                                                                                |
| Kirchplatz 7 (Karte)                                    | Pfarrhof                | | 094 85141          | Baudenkmal     | BW |
| Kirchplatz 8 (Karte)                                    | Saalbau                 | | 094 85130          | Baudenkmal     | BW |
| Markt 1 (Karte)                                         | Wirtschaftsgebäude      | | 094 85169          | Baudenkmal     | BW |
| Markt 5 (Karte)                                         | Wohnhaus                | Wohnhaus | 094 85168          | Baudenkmal     | BW |
| Markt 7/7a (Karte)                                      | Wohnhaus                | Wohnhaus | 094 85167          | Baudenkmal     | BW |
| Naundorfer Straße 2 (Karte)                             | Wohnhaus                | | 094 85172          | Baudenkmal     | BW |
| Naundorfer Straße, gegenüber Nr. 3 (Karte)              | Keller                  | | 094 86610          | Baudenkmal     | [[Vorlage:Bilderwunsch/code!/C:50.992563,12.239285!/D:Naundorfer Straße, gegenüber Nr. 3,!/\|BW]]             |
| Ronneburger Straße 7 (Karte)                            | Wohnhaus                | | 094 85183          | Baudenkmal     | BW |
| Ronneburger Straße 15 (Karte)                           | Wohnhaus                | | 094 85182          | Baudenkmal     | BW |
| Sandgraben 6 (Karte)                                    | Bauernhof               | | 094 85196          | Baudenkmal     | BW |
| Sandgraben 11 (Karte)                                   | Wohnhaus                | | 094 85197          | Baudenkmal     | BW |
| Tannenberg 1 (Karte)                                    | Wohnhaus                | | 094 85180          | Baudenkmal     | BW |
| Tannenberg 7 (Karte)                                    | Wohnhaus                | | 094 85181          | Baudenkmal     | BW |
| Tannenberg 8 (Karte)                                    | Wohnhaus                | | 094 85179          | Baudenkmal     | BW |
| Waldstraße 1, 3a (Karte)                                | Bauernhof               | | 094 85170          | Baudenkmal     | BW |
| Waldstraße 7 (Karte)                                    | Wohnhaus                | | 094 86665          | Baudenkmal     | BW |
| Waldstraße 9 (Karte)                                    | Wohn- und Geschäftshaus | | 094 85195          | Baudenkmal     | BW |
| Waldstraße 12 (Karte)                                   | Wohnhaus                | | 094 85190          | Baudenkmal     | BW |
| Waldstraße 17 (Karte)                                   | Wohnhaus                | | 094 85189          | Baudenkmal     | BW |
| Waldstraße 19 (Karte)                                   | Wohnhaus                | | 094 00175          | Baudenkmal     | BW |
| Waldstraße 30 (Karte)                                   | Bauernhof               | | 094 85176          | Baudenkmal     | BW |
| Weinbergstraße 3 (Karte)                                | Wohnhaus                | | 094 85171          | Baudenkmal     | BW |

## Ehemalige Kulturdenkmale
Die nachfolgenden Objekte waren ursprünglich ebenfalls denkmalgeschützt oder wurden in der Literatur als Kulturdenkmale geführt. Die Denkmale bestehen heute jedoch nicht mehr, ihre Unterschutzstellung wurde aufgehoben oder sie werden nicht mehr als Denkmale betrachtet. Mitunter sind Einzelobjekte aber noch immer Bestandteil eines geschützten Denkmalbereichs.
| Lage                         | Bezeichnung              | Beschreibung | Erfassungs- nummer | Ausweisungsart | Bild |
| ---------------------------- | ------------------------ | --- | ------------------ | -------------- | ---- |
| Altenburger Straße 4 (Karte) | Wohnhaus                 | Wohnhaus | 094 85205          |                | BW   |
| Markt 6 (Karte)              | Gasthaus Zum Weißen Ross | Gasthaus Bei einer vertieften Erfassung wurde kein Denkmalwert festgestellt. 2024 erfolgte die Streichung aus dem Denkmalverzeichnis. | 094 85166          | Baudenkmal     | BW   |
| Naundorfer Straße 3 (Karte)  | Wohnhaus                 | Wohnhaus wurde im Jahr 2016 aus dem Denkmalverzeichnis ausgetragen                                                                    | 094 85173          | Baudenkmal     | BW   |
| Waldstraße 5 (Karte)         | Gasthof                  | Gasthof Im Jahr 2021 aus dem Denkmalverzeichnis gestrichen.                                                                           | 094 85194          | Baudenkmal     | BW   |
| Waldstraße 29 (Karte)        | Wohnhaus                 | Wohnhaus 2022 nach Überprüfung der Denkmaleigenschaft aus dem Denkmalverzeichnis gestrichen.                                          | 094 85177          | Baudenkmal     | BW   |

## Legende
In den Spalten befinden sich folgende Informationen:
- Lage: Nennt den Straßennamen und wenn vorhanden die Hausnummer des Kulturdenkmals. Die Grundsortierung der Liste erfolgt nach dieser Adresse. Der Link „Karte“ führt zu verschiedenen Kartendarstellungen und nennt die geographischen Koordinaten.
Link zu einem Kartenansichtstool, um Koordinaten zu setzen. In der Kartenansicht sind Baudenkmale ohne Koordinaten mit einem roten bzw. orangen Marker dargestellt und können in der Karte gesetzt werden. Baudenkmale ohne Bild sind mit einem blauen bzw. roten Marker gekennzeichnet, Baudenkmale mit Bild mit einem grünen bzw. orangen Marker.
- Offizielle Bezeichnung: Nennt den Namen, die Bezeichnung oder zumindest die Art des Kulturdenkmals und verlinkt, soweit vorhanden, auf den Artikel zum Objekt.
- Beschreibung: Nennt bauliche und geschichtliche Einzelheiten des Kulturdenkmals, vorzugsweise die Denkmaleigenschaften.
- Erfassungsnummer: Für jedes Kulturdenkmal wird in Sachsen-Anhalt eine 20stellige Erfassungsnummer vergeben. Die letzten zwölf Ziffern werden für die Untergliederung nach Teilobjekten genutzt und werden nur angegeben, soweit vergeben. In dieser Spalte kann sich folgendes Icon  befinden, dies führt zu Angaben zu diesem Baudenkmal bei Wikidata.
- Ausweisungsart: Die Einordnung des Denkmales nach § 2 Abs. 2 DenkmSchG LSA
- Bild: Ein Bild des Denkmales, und gegebenenfalls einen Link zu weiteren Fotos des Kulturdenkmals im Medienarchiv Wikimedia Commons. Wenn man auf das Kamerasymbol klickt, können Fotos zu Kulturdenkmalen aus dieser Liste hochgeladen werden: